# Tantinsaari
Tantinsaari är en ö i Finland. Den ligger i sjön Pyhäjärvi och i kommunen Vesilax i den ekonomiska regionen Tammerfors och landskapet Birkaland, i den södra delen av landet, 150 km nordväst om huvudstaden Helsingfors. Öns area är 0,4 hektar och dess största längd är 90 meter i sydöst-nordvästlig riktning.